# Il turno (film)
Il turno è un film italiano del 1981 diretto da Tonino Cervi.
È ispirato al romanzo Il turno di Luigi Pirandello (1902).

## Trama
Stellina  va sposa al vecchio don Diego nella speranza di poterne presto ereditare le sostanze e sposare l'amato ma squattrinato Pepé. Ma prima che giunga il suo turno, Pepé deve attendere che il secondo marito di Stellina, don Ciro, anch'egli sposato per interesse, muoia inaspettatamente.